# Ombudskriget mellan Iran och Israel
Ombudskriget mellan Iran och Israel är en pågående konflikt länderna emellan där kriget beskrivs som att det förs på distans genom ombud framförallt från Irans sida. Mot Israel är det Hamas i Gaza, Hizbollah i Libanon och huthier i Jemen som understöds av Iran, men det finns inget officiellt erkännande att det är direkta ombud.

## Bakgrund
1949 besökte den dåvarande iranska ayotallah Mahmoud Taleghani Västbanken och blev rörd av situationen för palestinska flyktingar. Under 1950- och 1960-talen fortsatte han att uttrycka stöd och sympati och efter 1967 års krig började han även samla in pengar (t.ex. zakat) i Iran i syfte att skickas till palestinier. Irans regering var däremot oroad över dessa aktiviteter. På samma sätt försvarade Ruhollah Khomeini  det palestinska folket innan han blev Irans högste ledare 1979. Han kritiserade också Pahlavidynastins band med Israel och såg Israel som en anhängare av Pahlavi-regimen. Efter iranska revolutionen 1979 antog Khomeinis nya regering en politik av fientlighet mot Israel. Den nya iranska regeringen såg Israel som en kolonial utpost. Iran drog tillbaka erkännandet av Israel som stat och bröt alla diplomatiska, kommersiella och andra förbindelser med Israel, hänvisande till dess regering som den "sionistiska regimen" och Israel som ett "ockuperat Palestina".

## Irans allierade och grupper som militärt stöds av Iran

### Syrien

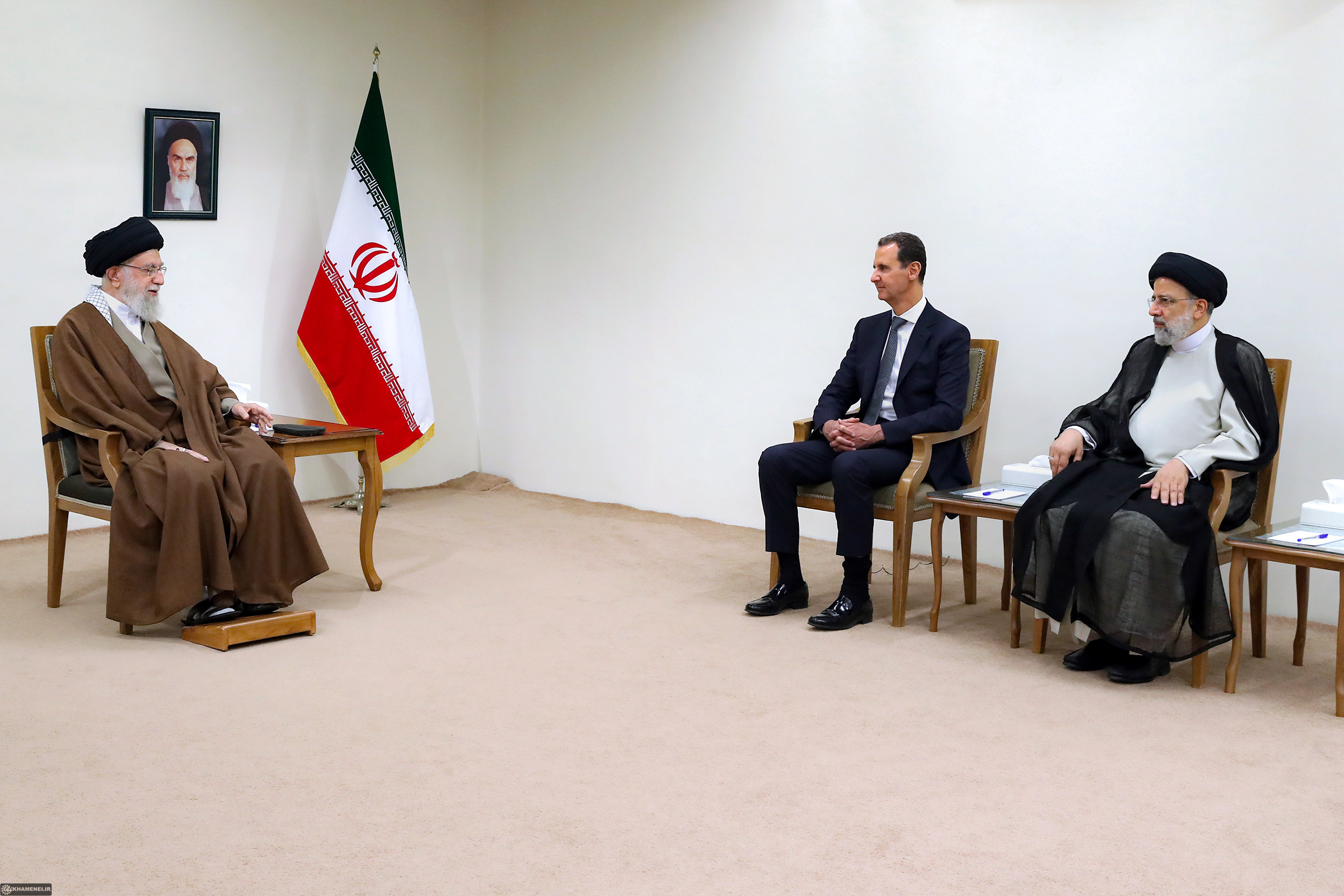
Irans högste ledare Ayatollah Ali Khamenei och president Ebrahim Raisi i ett möte med Syriens president Bashar al-Assad den 8 maj 2022

Iran och Syrien är strategiska partner i regionen och Iran har tillhandahållit ett betydande militärt stöd till den Syriska regeringen och dess militär under det långvariga Syriska inbördeskriget. 

### Hizbollah
Hizbollah framträdde först under inbördeskriget i Libanon som en milis av shiiter som var anhängare av ayatolla Khomeini samt utbildade, organiserade och finansierade av en kontingent ur Irans revolutionsgarde.
De består ett shiamuslimskt islamistiskt politiskt parti med en paramilitär gren och har som uttalat mål att sprida den iranska revolutionen. De genomför bland annat raketattacker från södra Libanon mot norra Israel med iranska vapen.

### Hamas
Hamas grundades som en sunnimuslimsk islamisitisk rörelse och har ett mer komplicerat förhållande till det shiamuslimska Iran. Sedan mitten av 1990-talet har de ändå haft ett långtgående samarbete, både militärt med vapen och utbildning och ekonomiskt. Samarbetet har ansträngts på grund av olika syn på andra konflikter och bundsförvanter i exempelvis Syrien och Jemen. Hamas genomförde en koordinerad attack mot Israel i oktober 2023 som utlöste ett krig mellan Hamas och Israel. Det är oklart vad Iran kände till om attacken, men de har fortsatt ge stöd till Hamas under det påföljande kriget.

### Jemen
Officerare från Iran och Hizbollah är på plats i Jemen för att hjälpa huthirörelsen med dess attacker på både israeliska handelsfartyg och de skepp som seglar mot israeliska hamnar i Röda havet. Iran har ökat sitt stöd till huthirörelsen sedan kriget i Gaza bröt ut efter Hamas attack mot Israel den 7 oktober 2023. Bland annat ska huthierna ha försetts med drönare och avancerade robotar, underrättelseuppgifter och träning. 
Iran och Hizbollah nekar båda till att de skulle ha någonting att göra med huthirörelsens attacker i Röda havet.